# ماغنوس جنسن
ماغنوس جنسن (بالإنجليزية: Magnus Jensen)‏ هو سياسي أسترالي، ولد في 1857 في أستراليا، وتوفي في 16 مايو 1915 في أستراليا.